# Ізотопія
Ізото́пія — це така гомотопія {\displaystyle f_{t}:X\to Y,t\in [0,1]} , в якій за будь-якого {\displaystyle t} відображення {\displaystyle f_{t}} є гомеоморфізмом {\displaystyle X} на {\displaystyle f(X)\subset Y}.

## Пов'язані означення
- Накривною або обсяжною ізотопією[ru] для ізотопії {\displaystyle f_{t}:X\to Y} називається ізотопія простору {\displaystyle F_{t}:Y\to Y} така, що {\displaystyle F_{t}|_{X}\equiv f_{t}}.
- Два вкладення {\displaystyle f_{0},f_{1}:X\to Y} называються ізотопними, якщо існує накривна ізотопія {\displaystyle F_{t}:Y\to Y}, для якої {\displaystyle F_{0}=id,F_{1}(f_{0}(X))=f_{1}(X)}.
- Простори {\displaystyle X} і {\displaystyle Y} називають ізотопічно еквівалентними або просторами одного й того ж ізотопічного типу, якщо існують вкладення {\displaystyle f:X\to Y,\ g:Y\to X} такі, що композиції {\displaystyle g\circ f:X\to X} и {\displaystyle f\circ g:Y\to Y} ізотопні тотожним відображенням.
  - Якщо простори гомеоморфні, то вони ізотопічно еквівалентні, проте є негомеоморфні простори одного ізотопічного типу, наприклад, {\displaystyle n}-вимірна куля і така ж куля з приклеєним до її поверхні (одним своїм кінцем) відрізком.
  - Будь-який гомотопічний інваріант є ізотопічним інваріантом, але існують ізотопічні інваріанти, наприклад, розмірність, які не є гомотопічними.

## Властивості
- Гладка ізотопія завжди подовжується до гладкої накривної ізотопії.
- Існують дифеоморфізми сфери {\displaystyle S^{n}} на себе, неізотопні тотожному, цей факт пов'язаний з існуванням нетривіальних диференціальних структур на сферах розмірності {\displaystyle n+1}.